# 普賴斯峰
普賴斯峰（英語：Price Peak）是南極洲的山峰，位於瑪麗伯德地，處於加利福尼亞高原以北15公里的萊弗里特冰川北岸，美國地質調查局根據測量和美國海軍拍攝的空中照片繪入地圖，現時由南極條約體系管理。